# Boris Ket
Boris Ket connu sous le nom à l'état-civil de Yao Mawuvivi Ketoglo , né à Lomé, est un chanteur et auteur-compositeur-interprète togolais.

## Enfance
Il commence en tant que soliste dans la chorale du lycée de Notre Dame des Apôtres de Lomé, sa passion pour la musique l'emmène à remporter un concours de chant organisé par Plan Togo sous le thème de la protection des enfants contre la guerre en présentant sa chanson intitulé protégeons la terre pour les enfants,.

## Carrière à Dakar
En Août 2007, il se rend à Dakar (Sénégal) pour continuer ses études universitaires avec l'obtention de ses diplômes en télécommunication-réseau et en informatique. Il intègre les rangs du groupe Xalam 2 en tant que choriste puis participe au festival mondial des arts nègres. Durant cette expérience, il assure quelques premières parties en tant qu'artiste sur des scènes musicales au Sénégal et accompagne des artistes tels qu'Olivier Cheuwa et Annie-Flore Batchiellilys.

## Carrière musicale
Boris Ket se fait beaucoup plus connaître en sortant son premier opus intitulé Serments en février 2012 et Fatimata sur une reprise de Sam Mangwana, puis Ton Maillot Sera Mouillé,.
Il réalise un concert intitulé Concert de l'élévation au centre d'Agora Senghor en août 2022

## Discographie

### Singles
- 2023 : Pépéréré (No Time) (featuring Vika)
- 2022 : Nougbegble (featuring Beatpopovelo & Yaka Crazy)[9],[10]
- 2023 : NuKuNu (featuring Juliano)[11],[9]
- 2023 : Jamais[12],[9]

## Distinctions

### Récompenses
- 2017 : Meilleure chanson lover par All Music Awards[13]
- 2012 : Trophée de l'artiste révélation de l'année par All Music Awards[3],[14].